# Депутати ВР УРСР 6-го скликання
| Прізвище, ім'я, по-батькові         | Де обрано                 | Виборчий округ                  | Номер округу | Посада на час обрання | Примітки                  |
| ----------------------------------- | ------------------------- | ------------------------------- | ------------ | --- | ------------------------- |
| Абрамчук Ганна Іванівна             | Хмельницька область       | Деражнянський                   | 413          | Пташниця колгоспу імені Шевченка Летичівського виробничого колгоспно-радгоспного управління                                               |                           |
| Азаров Володимир Миколайович        | Луганська область         | Рубіжанський                    | 238          | 2-й секретар Луганського промислового обкому КПУ                                                                                          |                           |
| Алексеєвський Євген Євгенович       | Ровенська область         | Березнівський                   | 329          | Голова Державного комітету Ради Міністрів УРСР по водному господарству                                                                    |                           |
| Алечко Марія Михайлівна             | Закарпатська область      | Тячівський                      | 148          | Доярка колгоспу імені Леніна Тячівського виробничого колгоспно-радгоспного управління                                                     |                           |
| Андреєв Олександр Микитович         | Черкаська область         | Смілянський                     | 437          | 2-й секретар Черкаського сільського обкому КПУ                                                                                            |                           |
| Андріанов Володимир Миколайович     | Миколаївська область      | Миколаївський-Заводський        | 277          | Голова виконкому Миколаївської промислової обласної ради                                                                                  |                           |
| Андріанов Сергій Миколайович        | Кримська область          | Джанкойський                    | 220          | Голова Державного комітету Ради Міністрів УРСР у справах будівництва                                                                      |                           |
| Андрієнко Леонід Васильович         | Вінницька область         | Липовецький                     | 24           | Завідувач сільськогосподарського відділу ЦК КПУ                                                                                           |                           |
| Ануфрієва Ольга Сергіївна           | Київ                      | Шевченківський                  | 12           | Закрійниця Київської 6-ї взуттєвої фабрики                                                                                                |                           |
| Архипов Євген Олексійович           | Донецька область          | Дружківський                    | 90           | Стругальник механічного цеху № 3 Торецького машинобудівного заводу                                                                        |                           |
| Бажан Микола Платонович             | Луганська область         | Ровеньківський                  | 237          | Письменник, головний редактор Української радянської енциклопедії                                                                         |                           |
| Бажанов Юрій Павлович               | Харківська область        | Чугуївський                     | 398          | Начальник Військової Артилерійської радіотехнічної академії ППО, генерал-полковник артилерії                                              |                           |
| Балакін Юрій Андрійович             | Луганська область         | Краснолуцький                   | 234          | Бригадир прохідницької бригади Христофорівського шахтоуправління № 1 тресту «Краснолучвугілля»                                            |                           |
| Баранова Килина Григорівна          | Сумська область           | Буринський                      | 346          | Ланкова колгоспу «Дружба» Буринського виробничого колгоспно-радгоспного управління                                                        |                           |
| Барановський Анатолій Максимович    | Полтавська область        | Гадяцький                       | 313          | Міністр фінансів УРСР |                           |
| Барильник Тимофій Григорович        | Миколаївська область      | Братський                       | 282          | 1-й секретар Миколаївського сільського обкому КПУ                                                                                         |                           |
| Бевз Ганна Пилипівна                | Хмельницька область       | Чемеровецький                   | 423          | Слюсар Вишнівчицького цукрового заводу |                           |
| Бегма Василь Андрійович             | Тернопільська область     | Кременецький                    | 366          | Голова Партійної комісії ЦК КПУ | 12 серпня 1965 помер      |
| Беднягін Анатолій Іванович          | Одеська область           | Роздільнянський                 | 306          | Член Військової Ради – начальник Політуправління Одеського військового округу, генерал-майор                                              |                           |
| Безклинська Ганна Яківна            | Полтавська область        | Кременчуцький                   | 319          | Завідувач тваринницької ферми колгоспу імені Горького Кременчуцького виробничого колгоспно-радгоспного управління                         |                           |
| Бєлогуров Микола Кіндратович        | Луганська область         | Новопсковський                  | 246          | Редактор газети «Правда Украины» |                           |
| Білоус Мечислав Дмитрович           | Вінницька область         | Комсомольський                  | 22           | Голова колгоспу «Дружба» Хмільницького виробничого колгоспно-радгоспного управління                                                       |                           |
| Біров Антонін Олександрович         | Закарпатська область      | Виноградівський                 | 143          | Голова колгоспу «Прикордонник» Берегівського виробничого колгоспно-радгоспного управління                                                 |                           |
| Бісярін Василь Зіновійович          | Житомирська область       | Олевський                       | 135          | Командувач 8-ї танкової армії Прикарпатського військового округу, генерал-лейтенант танкових військ                                       |                           |
| Благун Микола Григорович            | Ровенська область         | Зарічнянський                   | 333          | Голова виконкому Ровенської обласної ради                                                                                                 |                           |
| Блажко Парасковія Георгіївна        | Чернівецька область       | Сторожинецький                  | 449          | Ланкова колгоспу імені ХХІ з'їзду КПРС Сторожинецького виробничого колгоспно-радгоспного управління                                       |                           |
| Бодрухіна Катерина Іванівна         | Луганська область         | Луганський-Ленінський           | 226          | Прядильниця Луганського тонкосуконного комбінату                                                                                          |                           |
| Бойцун Стефанія Костянтинівна       | Тернопільська область     | Зборівський                     | 364          | Голова колгоспу «Червоний маяк» Зборівського виробничого колгоспно-радгоспного управління                                                 |                           |
| Бондар Алла Григорівна              | Миколаївська область      | Первомайський                   | 280          | Міністр освіти УРСР |                           |
| Борин Тетяна Миколаївна             | Івано-Франківська область | Богородчанський                 | 168          | Доярка колгоспу імені Леніна Богородчанського виробничого колгоспно-радгоспного управління                                                |                           |
| Борисенко Микола Михайлович         | Чернігівська область      | Чернігівський                   | 466          | 1-й секретар Чернігівського сільського обкому КПУ                                                                                         |                           |
| Ботвин Олександр Платонович         | Київська область          | Фастівський                     | 180          | 2-й секретар Київського промислового обкому КПУ                                                                                           |                           |
| Братченко Іван Іович                | Чернівецька область       | Хотинський                      | 450          | Міністр автомобільного транспорту і шосейних доріг УРСР                                                                                   |                           |
| Брацлавська Марія Харитонівна       | Вінницька область         | Немирівський                    | 25           | Доярка колгоспу «Україна» Немирівського виробничого колгоспно-радгоспного управління                                                      |                           |
| Бугаєнко Леонід Григорович          | Вінницька область         | Погребищенський                 | 28           | 2-й секретар Вінницького сільського обкому КПУ                                                                                            |                           |
| Бунін Микола Юхимович               | Луганська область         | Краснодонський                  | 233          | Бригадир комплексної бригади Краснодонського житлово-будівельного управління № 2                                                          |                           |
| Буренко Раїса Пилипівна             | Івано-Франківська область | Івано-Франківський              | 166          | Ткаля Івано-Франківської бавовняної фабрики                                                                                               |                           |
| Бурка Михайло Йосипович             | Запорізька область        | Токмацький                      | 157          | Завідувач відділу будівництва і міського господарства ЦК КПУ                                                                              |                           |
| Бурлака Олексій Іванович            | Волинська область         | Луцький                         | 35           | Бригадир бригади слюсарів-монтажників Луцького будівельного управління № 72                                                               |                           |
| Бурмистров Олександр Олександрович  | Донецька область          | Добропільський                  | 109          | Завідувач відділу важкої промисловості ЦК КПУ                                                                                             |                           |
| Бусько Микола Лукич                 | Одеська область           | Одеський-Ленінський             | 292          | Слюсар Одеського заводу імені Жовтневої революції                                                                                         |                           |
| Валага Ніна Никифорівна             | Львівська область         | Дрогобицький                    | 257          | Слюсар 1-го Дрогобицького нафтопереробного заводу                                                                                         | 25 липня 1966 померла     |
| Ванденко Леонід Степанович          | Львівська область         | Городоцький                     | 262          | 1-й секретар Львівського сільського обкому КПУ                                                                                            |                           |
| Васильєв Микола Федорович           | Дніпропетровська область  | Павлоградський                  | 65           | Голова виконкому Дніпропетровської сільської обласної ради                                                                                |                           |
| Ващенко Григорій Іванович           | Харківська область        | Куп'янський                     | 383          | 2-й секретар Харківського промислового обкому КПУ                                                                                         |                           |
| Ведніков Василь Спиридонович        | Миколаївська область      | Доманівський                    | 284          | Голова виконкому Миколаївської сільської обласної ради                                                                                    |                           |
| Ведута Павло Пилипович              | Одеська область           | Березівський                    | 300          | Голова колгоспу імені ХХІІ з'їзду КПРС Березівського виробничого колгоспно-радгоспного управління                                         |                           |
| Вівдиченко Іван Іванович            | Житомирська область       | Коростишівський                 | 131          | Завідувач відділу партійних органів ЦК КПУ                                                                                                |                           |
| Віцюк Ольга Іванівна                | Київ                      | Дзержинський                    | 2            | Шліфувальниця Київської меблевої фабрики імені Боженка                                                                                    |                           |
| Власенко Георгій Юхимович           | Харківська область        | Харківський-Дзержинський        | 373          | Голова виконкому Харківської міської ради                                                                                                 |                           |
| Вовк Текля Юріївна                  | Львівська область         | Жидачівський                    | 263          | Доярка радгоспу «Ходорівський» Жидачівського виробничого колгоспно-радгоспного управління                                                 |                           |
| Вовк Яків Кононович                 | Черкаська область         | Шполянський                     | 441          | Комбайнер колгоспу імені Петровського Шполянського виробничого колгоспно-радгоспного управління                                           |                           |
| Вольтовський Борис Іовлевич         | Харківська область        | Дергачівський                   | 389          | 1-й секретар Харківського сільського обкому КПУ                                                                                           |                           |
| Воробець Марта Михайлівна           | Івано-Франківська область | Рогатинський                    | 177          | Ланкова колгоспу імені Маяковського Галицького виробничого колгоспно-радгоспного управління                                               |                           |
| Воробйова Олександра Іванівна       | Донецька область          | Залізничний                     | 76           | Керівник групи сектора нормування праці і заробітної плати Донецького науково-дослідного вугільного інституту                             |                           |
| Воронін Павло Пантелеймонович       | Одеська область           | Одеський-Центральний            | 295          | 2-й секретар Одеського промислового обкому КПУ                                                                                            |                           |
| Воротников Сергій Іларіонович       | Луганська область         | Артемівський                    | 232          | Робітник очисного вибою Чорнухинського шахтоуправління тресту «Комунарськвугілля»                                                         |                           |
| Гаврик Марія Миколаївна             | Полтавська область        | Оболонський                     | 323          | Ланкова радгоспу імені Куйбишева Лубенського виробничого колгоспно-радгоспного управління                                                 |                           |
| Гайчун Софія Савівна                | Волинська область         | Горохівський                    | 39           | Ланкова колгоспу «17 вересня» Горохівського виробничого колгоспно-радгоспного управління                                                  |                           |
| Гарбузов Віктор Федорович           | Донецька область          | Горлівський-Центральний         | 87           | 1-й заступник голови Українського раднаргоспу                                                                                             | 20 вересня 1964 помер     |
| Гедзун Наталія Григорівна           | Черкаська область         | Христинівський                  | 439          | Ланкова колгоспу імені ХХ з'їзду КПРС Христинівського виробничого колгоспно-радгоспного управління                                        |                           |
| Геря Ганна Кіндратівна              | Донецька область          | Красноармійський                | 112          | Завідувач свинофермою колгоспу імені Леніна Красноармійського виробничого колгоспно-радгоспного управління                                |                           |
| Гиндич Трохим Олександрович         | Черкаська область         | Жашківський                     | 432          | Голова колгоспу імені Близнюка Жашківського виробничого колгоспно-радгоспного управління                                                  |                           |
| Глазков Володимир Михайлович        | Харківська область        | Харківський-Залізничний         | 375          | Машиніст-інструктор паровозного депо імені Кірова                                                                                         |                           |
| Глух Федір Кирилович                | Чернігівська область      | Бобровицький                    | 455          | Прокурор УРСР |                           |
| Глухов Захар Миколайович            | Донецька область          | Мар'їнський                     | 114          | Секретар Мар'їнського виробничого колгоспно-радгоспного партійного комітету КПУ                                                           |                           |
| Глушко Олександр Олександрович      | Донецька область          | Шахтарський                     | 120          | Прохідник шахти № 2 — 2-біс тресту «Шахтарськантрацит»                                                                                    |                           |
| Глюзицький Валентин Павлович        | Чернігівська область      | Варвинський                     | 456          | Токар Прилуцького заводу протипожежного устаткування                                                                                      |                           |
| Говалешко Михайло Васильович        | Чернівецька область       | Вижницький                      | 444          | Майстер Шепітського лісопункту Берегометського лісокомбінату Вижницького району                                                           |                           |
| Головатюк Іван Пилипович            | Тернопільська область     | Чортківський                    | 371          | Машиніст паровозного депо станції Чортків                                                                                                 |                           |
| Головкін Василь Якович              | Донецька область          | Артемівський міський            | 84           | Член Військової Ради - начальник Політуправління Київського військового округу, генерал-лейтенант                                         |                           |
| Головко Катерина Іванівна           | Кіровоградська область    | Кремгесівський                  | 198          | Трактористка-бульдозеристка Дніпровського комбінату міста Кремгес                                                                         |                           |
| Головченко Іван Харитонович         | Луганська область         | Кіровський                      | 230          | Міністр охорони громадського порядку УРСР                                                                                                 |                           |
| Головченко Федір Петрович           | Полтавська область        | Полтавський-Ленінський          | 310          | Завідувач відділу машинобудування ЦК КПУ                                                                                                  |                           |
| Голубов Святослав Володимирович     | Харківська область        | Золочівський                    | 391          | Начальник Головного управління будівництва Харківського економічного району                                                               |                           |
| Гонда Михайло Степанович            | Донецька область          | Ждановський-Іллічівський        | 93           | Сталевар Ждановського металургійного заводу імені Ілліча                                                                                  |                           |
| Гончарова Катерина Іванівна         | Луганська область         | Сватівський                     | 248          | Доярка колгоспу «Прогрес» Сватівського виробничого колгоспно-радгоспного управління                                                       |                           |
| Горбань Борис Павлович              | Чернігівська область      | Менський                        | 461          | Голова виконкому Чернігівської промислової обласної ради                                                                                  |                           |
| Грабарчук Іван Якович               | Закарпатська область      | Ужгородський                    | 140          | Машиніст тепловоза депо станції Чоп |                           |
| Грабовський Олександр Володимирович | Київська область          | Чорнобильський                  | 195          | Голова колгоспу імені Леніна Чорнобильського виробничого колгоспно-радгоспного управління                                                 |                           |
| Григоращук Василь Петрович          | Чернівецька область       | Кіцманський                     | 447          | Голова колгоспу імені Леніна Кіцманського виробничого колгоспно-радгоспного управління                                                    |                           |
| Григоренко Олексій Семенович        | Чернівецька область       | Чернівецький-Шевченківський     | 443          | 1-й секретар Чернівецького обкому КПУ |                           |
| Гридасов Дмитро Матвійович          | Донецька область          | Докучаївський                   | 89           | Голова виконкому Донецької промислової обласної ради                                                                                      |                           |
| Гриза Олексій Андріанович           | Чернігівська область      | Щорський                        | 467          | Заступник міністра виробництва і заготівель продуктів сільського господарства УРСР                                                        |                           |
| Грисенко Микола Васильович          | Сумська область           | Охтирський                      | 344          | Секретар Охтирського виробничого колгоспно-радгоспного партійного комітету КПУ                                                            |                           |
| Гришина Марія Федорівна             | Херсонська область        | Новокаховський                  | 401          | Бригадир виноградарського радгоспу «Таврія» Каховського виробничого колгоспно-радгоспного управління                                      |                           |
| Громаков Григорій Петрович          | Донецька область          | Макіївський-Кіровський          | 97           | Старший вальцювальник Макіївського металургійного заводу імені Кірова                                                                     |                           |
| Громійчук Пелагея Тимофіївна        | Кіровоградська область    | Ульяновський                    | 209          | Ланкова колгоспу імені ХХ з'їзду КПРС Ульяновського виробничого колгоспно-радгоспного управління                                          |                           |
| Грудзинська Євгенія Олександрівна   | Одеська область           | Ізмаїльський міський            | 297          | Начальник цеху Ізмаїльського консервного комбінату                                                                                        |                           |
| Грушецький Іван Самійлович          | Львівська область         | Бродівський                     | 261          | Секретар ЦК КПУ, заступник голови Ради Міністрів УРСР, голова Комітету партійно-державного контролю УРСР                                  |                           |
| Грушко Євген Самсонович             | Волинська область         | Ковельський                     | 36           | Машиніст паровозного депо станції Ковель                                                                                                  |                           |
| Гузєв Віктор Степанович             | Запорізька область        | Запорізький-Орджонікідзевський  | 152          | Сталевар Запорізького заводу «Дніпроспецсталь»                                                                                            |                           |
| Гуйва Олександр Пилипович           | Запорізька область        | Полозький                       | 164          | Голова виконкому Запорізької сільської обласної ради                                                                                      |                           |
| Гуліда Зінаїда Іларіонівна          | Харківська область        | Харківський-Комінтернівський    | 377          | Конструктор відділу транспортних машин Харківського заводу транспортного машинобудування імені Малишева                                   |                           |
| Гургаль Володимир Йосипович         | Львівська область         | Львівський-Шевченківський       | 255          | Токар Львівського машинобудівного заводу                                                                                                  |                           |
| Гуреєв Микола Михайлович            | Луганська область         | Старобільський                  | 250          | 1-й секретар Луганського сільського обкому КПУ                                                                                            |                           |
| Гуржій Катерина Миколаївна          | Кримська область          | Сакський                        | 221          | Робітниця радгоспу «Саки» Сакського виробничого колгоспно-радгоспного управління                                                          |                           |
| Гутник Іван Пантелійович            | Донецька область          | Селидівський                    | 116          | Бригадир прохідницької бригади шахти № 2 «Ново-Гродівка» тресту «Селидіввугілля»                                                          |                           |
| Давиденко Марія Іванівна            | Харківська область        | Харківський-Київський           | 376          | Регулювальниця Харківського механічного заводу                                                                                            |                           |
| Давиденко Микола Степанович         | Луганська область         | Лисичанський                    | 245          | Голова виконкому Луганської сільської обласної ради                                                                                       |                           |
| Давидов Олексій Йосипович           | Київ                      | Дніпровський                    | 3            | Голова виконкому Київської міської ради                                                                                                   | 20 жовтня 1963 помер      |
| Даденков Юрій Миколайович           | Харківська область        | Краснокутський                  | 393          | Міністр вищої і середньої спеціальної освіти УРСР                                                                                         |                           |
| Данилов Олександр Іванович          | Одеська область           | Одеський-Жовтневий              | 288          | Старший кранівник Одеського морського торгового порту                                                                                     |                           |
| Данильченко Михайло Сергійович      | Ровенська область         | Сарненський                     | 339          | Машиніст паровоза локомотивного депо станції Сарни                                                                                        |                           |
| Данькевич Костянтин Федорович       | Одеська область           | Фрунзівський                    | 309          | Голова правління Спілки радянських композиторів України                                                                                   |                           |
| Делі Любов Савеліївна               | Донецька область          | Новоазовський                   | 115          | Доярка колгоспу «Серп і Молот» Новоазовського виробничого колгоспно-радгоспного управління                                                |                           |
| Денисенко Андрій Андрійович         | Дніпропетровська область  | Фрунзенський                    | 61           | Бригадир прохідників рудоуправління імені Карла Лібкнехта міста Кривого Рогу                                                              |                           |
| Десятник Марія Миколаївна           | Житомирська область       | Баранівський                    | 126          | Формувальниця Баранівського фарфорового заводу імені Леніна                                                                               |                           |
| Дикін Олексій Іванович              | Донецька область          | Пролетарський                   | 82           | Начальник Головного управління будівництва по Донецькому економічному району                                                              |                           |
| Диптан Ольга Климівна               | Київська область          | Васильківський                  | 184          | Ланкова колгоспу імені Ілліча Васильківського виробничого колгоспно-радгоспного управління                                                |                           |
| Добрева Любов Михайлівна            | Одеська область           | Ізмаїльський                    | 303          | Доярка колгоспу «Прогрес» Ізмаїльського виробничого колгоспно-радгоспного управління                                                      |                           |
| Добрик Віктор Федорович             | Дніпропетровська область  | Заводський                      | 55           | Голова виконкому Дніпродзержинської міської ради                                                                                          |                           |
| Долібець Федір Данилович            | Житомирська область       | Дзержинський                    | 128          | Голова колгоспу «Україна» Дзержинського виробничого колгоспно-радгоспного управління                                                      |                           |
| Дощанська Інна Олексіївна           | Кіровоградська область    | Кіровоградський міський         | 197          | Стернярка ливарного цеху Кіровоградського заводу «Червона зірка»                                                                          |                           |
| Дубовий Тимофій Пилипович           | Одеська область           | Білгород-Дністровський          | 296          | Бригадир радгоспу «Шабо» Білгород-Дністровського виробничого колгоспно-радгоспного управління                                             |                           |
| Єгудін Ілля Абрамович               | Кримська область          | Красногвардійський              | 222          | Голова колгоспу «Дружба народів» Красногвардійського виробничого колгоспно-радгоспного управління                                         |                           |
| Єкименко Таїсія Андріївна           | Сумська область           | Шосткинський                    | 342          | Робітниця Шосткинського заводу хімічних реактивів                                                                                         |                           |
| Єльченко Юрій Никифорович           | Івано-Франківська область | Обертинський                    | 175          | 1-й секретар ЦК ЛКСМУ |                           |
| Єременко Анатолій Петрович          | Івано-Франківська область | Калуський                       | 172          | Голова Львівського раднаргоспу |                           |
| Єременко Іван Семенович             | Сумська область           | Кролевецький                    | 349          | Голова виконкому Сумської сільської обласної ради                                                                                         |                           |
| Єрмаш Валентина Максимівна          | Донецька область          | Дебальцівський                  | 88           | Електромонтер вагонного депо станції Дебальцеве-Сортувальна                                                                               |                           |
| Жарська Ганна Андріївна             | Черкаська область         | Корсунь-Шевченківський          | 436          | Фрезерувальниця Корсунь-Шевченківського верстатобудівного заводу                                                                          |                           |
| Желюк Пилип Олексійович             | Вінницька область         | Тульчинський                    | 31           | Голова колгоспу імені Суворова Тульчинського виробничого колгоспно-радгоспного управління                                                 |                           |
| Жижка Харитина Никонівна            | Полтавська область        | Диканський                      | 315          | Свинарка колгоспу імені Щорса Диканського виробничого колгоспно-радгоспного управління                                                    |                           |
| Жукалюк Марія Михайлівна            | Волинська область         | Маневицький                     | 43           | Ланкова колгоспу «Світанок» Ківерцівського виробничого колгоспно-радгоспного управління                                                   |                           |
| Завалко Ольга Калістратівна         | Кіровоградська область    | Добровеличківський              | 201          | Бригадир рільничої бригади колгоспу «Україна» Добровеличківського виробничого колгоспно-радгоспного управління                            |                           |
| Завгородня Павліна Іванівна         | Дніпропетровська область  | Апостолівський                  | 66           | Доярка колгоспу імені Свердлова Апостолівського виробничого колгоспно-радгоспного управління                                              |                           |
| Заглада Надія Григорівна            | Житомирська область       | Черняхівський                   | 138          | Ланкова колгоспу імені Першого травня Черняхівського виробничого колгоспно-радгоспного управління                                         |                           |
| Загниборода Уляна Тихонівна         | Вінницька область         | Оратівський                     | 26           | Бригадир комплексної бригади колгоспу «Україна» Липовецького виробничого колгоспно-радгоспного управління                                 |                           |
| Загородних Олександра Петрівна      | Запорізька область        | Запорізький-Ленінський          | 151          | Бригадир бригади ізолювальників Запорізького трансформаторного заводу                                                                     |                           |
| Загорулько Марія Іванівна           | Харківська область        | Богодухівський                  | 386          | Зоотехнік колгоспу «Родина» Богодухівського виробничого колгоспно-радгоспного управління                                                  |                           |
| Заїка Ольга Харитонівна             | Житомирська область       | Ємільчинський                   | 129          | Голова колгоспу «Комінтерн» Ємільчинського виробничого колгоспно-радгоспного управління                                                   |                           |
| Зайчук Володимир Гнатович           | Київська область          | Іванковський                    | 185          | Виконувач обов'язків голови Верховного Суду УРСР                                                                                          |                           |
| Замула Василь Никифорович           | Чернігівська область      | Коропський                      | 459          | Голова виконкому Чернігівської сільської обласної ради                                                                                    |                           |
| Заславський Олександр Володимирович | Харківська область        | Харківський-Московський         | 379          | Слюсар-інструментальник Харківського електромеханічного заводу                                                                            |                           |
| Згурська Катерина Іванівна          | Хмельницька область       | Городоцький                     | 412          | Міністр юстиції УРСР |                           |
| Зіньківська Євгенія Тимофіївна      | Донецька область          | Артемівський                    | 104          | Агроном колгоспу імені Леніна Артемівського виробничого колгоспно-радгоспного управління                                                  |                           |
| Зленко Андрій Никифорович           | Львівська область         | Нестеровський                   | 267          | Секретар Президії Верховної Ради УРСР |                           |
| Золотаревська Любов Василівна       | Дніпропетровська область  | Придніпровський                 | 53           | Газозварниця Придніпровської ДРЕС |                           |
| Іваненко Василь Дмитрович           | Київська область          | Переяслав-Хмельницький          | 189          | Тракторист колгоспу «Зоря» Переяслав-Хмельницького виробничого колгоспно-радгоспного управління                                           |                           |
| Іваненко Іван Степанович            | Луганська область         | Володарський                    | 244          | Голова виконкому Луганської промислової обласної ради                                                                                     |                           |
| Іванов Борис Олексійович            | Волинська область         | Камінь-Каширський               | 40           | Начальник військ Західного прикордонного округу КДБ СРСР, генерал-майор                                                                   |                           |
| Івахненко Микола Терентійович       | Дніпропетровська область  | Царичанський                    | 75           | 2-й секретар Дніпропетровського сільського обкому КПУ                                                                                     |                           |
| Іващенко Іван Григорович            | Ровенська область         | Ровенський                      | 337          | Секретар Ровенського виробничого колгоспно-радгоспного партійного комітету КПУ                                                            |                           |
| Іващенко Ольга Іллівна              | Чернігівська область      | Ніжинський                      | 452          | Секретар ЦК КПУ |                           |
| Ігнатенко Олена Володимирівна       | Донецька область          | Макіївський-Центрально-Міський  | 99           | Бригадир малярів будівельного управління № 6 тресту «Макіївжитлобуд»                                                                      |                           |
| Ідзиковська Раїса Михайлівна        | Херсонська область        | Херсонський другий              | 400          | Інженер-технолог Херсонського суднобудівного заводу                                                                                       |                           |
| Ізюмов Анатолій Федорович           | Харківська область        | Зміївський                      | 390          | Бригадир слюсарів Зміївської ДРЕС |                           |
| Ілляш Іван Микитович                | Тернопільська область     | Борщівський                     | 359          | 2-й секретар Тернопільського обкому КПУ                                                                                                   |                           |
| Іскрич Федір Маркович               | Сумська область           | Краснопільський                 | 348          | Голова колгоспу «Ленінський шлях» Сумського виробничого колгоспно-радгоспного управління                                                  |                           |
| Казанець Іван Павлович              | Донецька область          | Макіївський-Червоногвардійський | 100          | 2-й секретар ЦК КПУ |                           |
| Кайкан Петро Федорович              | Івано-Франківська область | Отинянський                     | 176          | Голова виконкому Івано-Франківської обласної ради                                                                                         |                           |
| Калашникова Надія Кузьмівна         | Дніпропетровська область  | Нагірний                        | 51           | Затяжниця Дніпропетровського взуттєвого комбінату                                                                                         |                           |
| Калінін Гаврило Григорович          | Особливий округ           |                                 | 468          | Полковник танкових військ |                           |
| Калиш Текля Семенівна               | Львівська область         | Перемишлянський                 | 268          | Ланкова колгоспу «Перемога» Золочівського виробничого колгоспно-радгоспного управління                                                    |                           |
| Кальченко Никифор Тимофійович       | Тернопільська область     | Великодедеркальський            | 361          | 1-й заступник Голови Ради Міністрів УРСР, міністр виробництва і заготівель сільськогосподарських продуктів УРСР                           |                           |
| Капшук Ольга Порфирівна             | Луганська область         | Брянський                       | 228          | Флотатор Криворізької центрально-збагачувальної фабрики міста Брянки                                                                      |                           |
| Карпенко Георгій Володимирович      | Львівська область         | Львівський-Жовтневий            | 251          | Директор Інституту машинознавства і автоматики АН УРСР                                                                                    |                           |
| Касіян Василь Ілліч                 | Івано-Франківська область | Косівський                      | 173          | Голова правління Спілки радянських художників України                                                                                     |                           |
| Касянчук Іван Дмитрович             | Івано-Франківська область | Надвірнянський                  | 174          | Бригадир бригади столярів Ділятинського лісокомбінату                                                                                     |                           |
| Качур Василь Захарович              | Вінницька область         | Бершадський                     | 16           | Секретар Бершадського виробничого колгоспно-радгоспного партійного комітету КПУ                                                           |                           |
| Кащеєв Іван Андрійович              | Івано-Франківська область | Галицький                       | 169          | 2-й секретар Івано-Франківського обкому КПУ                                                                                               |                           |
| Кириченко Микола Карпович           | Полтавська область        | Полтавський                     | 325          | Голова виконкому Полтавської сільської обласної ради                                                                                      |                           |
| Китаєв Ігор Олексійович             | Одеська область           | Болградський                    | 302          | 2-й секретар Одеського сільського обкому КПУ                                                                                              |                           |
| Кіржа Олена Максимівна              | Вінницька область         | Теплицький                      | 29           | Доярка колгоспу імені Леніна Гайсинського виробничого колгоспно-радгоспного управління                                                    |                           |
| Кіх Марія Семенівна                 | Львівська область         | Львівський-Ленінський           | 253          | Директор Львівського літературно-меморіального музею Івана Франка                                                                         |                           |
| Клименко Василь Костянтинович       | Дніпропетровська область  | Дзержинський                    | 57           | Голова Української республіканської ради професійних спілок                                                                               |                           |
| Книш Ірина Михайлівна               | Тернопільська область     | Микулинецький                   | 367          | Ланкова колгоспу «Маяк» Теребовлянського виробничого колгоспно-радгоспного управління                                                     |                           |
| Коба Дмитро Артемович               | Ровенська область         | Млинівський                     | 336          | Голова колгоспу «Світанок» Млинівського виробничого колгоспно-радгоспного управління                                                      |                           |
| Кобак Микола Данилович              | Херсонська область        | Генічеський                     | 405          | Голова виконкому Херсонської промислової обласної ради                                                                                    |                           |
| Кобильников Олександр Семенович     | Донецька область          | Горлівський-Микитівський        | 86           | Прохідник шахти № 19 — 20 тресту «Горлівськвугілля»                                                                                       |                           |
| Кобильчак Михайло Митрофанович      | Київська область          | Тетіївський                     | 193          | 2-й секретар Київського сільського обкому КПУ                                                                                             |                           |
| Коваленко Костянтин Степанович      | Одеська область           | Одеський-Київський              | 291          | Голова виконкому Одеської промислової обласної ради                                                                                       |                           |
| Коваль Федір Тихонович              | Львівська область         | Бориславський                   | 256          | Голова виконкому Львівської промислової обласної ради                                                                                     |                           |
| Ковпак Сидір Артемович              | Сумська область           | Путивльський                    | 352          | Заступник голови Президії Верховної Ради УРСР                                                                                             |                           |
| Колесник Василь Артемович           | Сумська область           | Сумський                        | 353          | Командувач Військово-повітряних сил Київського військового округу, генерал-лейтенант авіації                                              |                           |
| Колосова Катерина Антонівна         | Сумська область           | Глухівський                     | 347          | Голова правління Українського товариства дружби і культурного зв'язку з зарубіжними країнами                                              |                           |
| Колцун Катерина Василівна           | Тернопільська область     | Теребовлянський                 | 370          | Доярка колгоспу імені Жданова Теребовлянського виробничого колгоспно-радгоспного управління                                               |                           |
| Кольчик Олександр Арсенович         | Донецька область          | Чистяковський                   | 102          | Бригадир наскрізної комплексної бригади шахти імені Лутугіна тресту «Чистяківантрацит»                                                    |                           |
| Комарова Марія Яківна               | Дніпропетровська область  | П'ятихатський                   | 71           | Свинарка радгоспу «Зоря комунізму» П'ятихатського виробничого колгоспно-радгоспного управління                                            |                           |
| Комендант Віктор Дмитрович          | Сумська область           | Середино-Будський               | 354          | Бригадир бригади котельників Свеського насосного заводу                                                                                   |                           |
| Комяхов Василь Григорович           | Полтавська область        | Зіньківський                    | 316          | Секретар ЦК КПУ | 16 жовтня 1966 помер      |
| Кондуфор Юрій Юрійович              | Одеська область           | Любашівський                    | 305          | Завідувач відділу науки і культури ЦК КПУ                                                                                                 |                           |
| Коновалова Варвара Михайлівна       | Кримська область          | Бахчисарайський                 | 218          | Ланкова радгоспу імені Осипенко Бахчисарайського виробничого колгоспно-радгоспного управління                                             |                           |
| Кононченко Віктор Олексійович       | Харківська область        | Ізюмський                       | 382          | Токар Ізюмського тепловозоремонтного заводу                                                                                               |                           |
| Конончук Олексій Андрійович         | Житомирська область       | Ружинський                      | 137          | Комбайнер колгоспу імені 12-річчя РСЧА Попільнянського виробничого колгоспно-радгоспного управління                                       |                           |
| Конотоп Георгій Петрович            | Черкаська область         | Городищенський                  | 430          | Голова виконкому Черкаської промислової обласної ради                                                                                     |                           |
| Консовський Михайло Владиславович   | Черкаська область         | Драбівський                     | 431          | Директор радгоспу «Комінтерн» Золотоніського виробничого колгоспно-радгоспного управління                                                 |                           |
| Корнієнко Іван Федорович            | Донецька область          | Петровський                     | 81           | Бригадир бригади робітників очисного вибою шахти № 4 — 21 тресту «Петровськвугілля»                                                       |                           |
| Корнійчук Олександр Євдокимович     | Вінницька область         | Хмільницький                    | 32           | Письменник, секретар Правління Спілки письменників СРСР                                                                                   |                           |
| Корольова Оксана Михайлівна         | Кримська область          | Євпаторійський міський          | 214          | Завідувачка медичної частини санаторію «Ударник» міста Євпаторії                                                                          |                           |
| Коротченко Дем'ян Сергійович        | Житомирська область       | Житомирський                    | 130          | Голова Президії Верховної Ради УРСР |                           |
| Корх Марія Мефодіївна               | Київ                      | Залізничний                     | 5            | Майстер конвеєра Київської трикотажної фабрики імені Рози Люксембург                                                                      |                           |
| Косенко Іван Євменович              | Донецька область          | Сніжнянський                    | 118          | Бригадир наскрізної видобувної бригади шахтоуправління «Ремівське-Східне» № 4 тресту «Сніжнянантрацит»                                    |                           |
| Космеда Андрій Іванович             | Закарпатська область      | Берегівський                    | 142          | Тракторист колгоспу імені Леніна Берегівського виробничого колгоспно-радгоспного управління                                               |                           |
| Костенко Раїса Якимівна             | Кіровоградська область    | Олександрійський міський        | 199          | Вчителька Олександрійської середньої школи № 4                                                                                            |                           |
| Косянчук Федір Якович               | Кіровоградська область    | Олександрівський                | 207          | Ланковий колгоспу «Правда» Олександрівського виробничого колгоспно-радгоспного управління                                                 |                           |
| Кочубей Антон Данилович             | Ровенська область         | Рокитнівський                   | 338          | Заступник голови Держплану Ради Міністрів УРСР                                                                                            | 14 грудня 1966 помер      |
| Кошовий Петро Кирилович             | Київська область          | Білоцерківський                 | 179          | Командувач військ Київського військового округу, генерал-полковник                                                                        |                           |
| Кравець Ганна Іванівна              | Вінницька область         | Вінницький                      | 13           | Швея Вінницької швейної фабрики імені Володарського                                                                                       |                           |
| Кравченко Леонід Гаврилович         | Кіровоградська область    | Новоукраїнський                 | 206          | Голова виконкому Кіровоградської промислової обласної ради                                                                                |                           |
| Крамар Володимир Михайлович         | Дніпропетровська область  | Васильківський                  | 67           | Начальник штабу Київського військового округу, генерал-полковник                                                                          |                           |
| Крамаренко Олександр Григорович     | Луганська область         | Луганський-Жовтневий            | 225          | 1-й секретар Луганського міськкому КПУ |                           |
| Красносельська Ганна Дмитрівна      | Чернігівська область      | Лосинівський                    | 460          | Ланкова колгоспу «13-річчя Жовтня» Ніжинського виробничого колгоспно-радгоспного управління                                               |                           |
| Красносільська Марія Семенівна      | Київська область          | Таращанський                    | 192          | Свинарка колгоспу імені Леніна Таращанського виробничого колгоспно-радгоспного управління                                                 |                           |
| Кременицький Віктор Олександрович   | Житомирська область       | Володарсько-Волинський          | 127          | Голова виконкому Житомирської промислової обласної ради                                                                                   |                           |
| Крепостняк Лідія Іллівна            | Вінницька область         | Крижопільський                  | 23           | Лікар Соколівської дільничної лікарні Крижопільського району                                                                              |                           |
| Кривенко Петро Степанович           | Донецька область          | Ждановський-Орджонікідзевський  | 94           | Бригадир бригади слюсарів-монтажників управління «Металургмонтаж» № 206 тресту «Донбаспроммонтаж»                                         |                           |
| Кривенко Яків Миколайович           | Донецька область          | Ясинуватський                   | 121          | Начальник управління Донецької залізниці                                                                                                  |                           |
| Кривонос Петро Федорович            | Житомирська область       | Попільнянський                  | 136          | Начальник управління Південно-Західної залізниці                                                                                          |                           |
| Кропивна Марія Іванівна             | Луганська область         | Білокуракинський                | 242          | Бригадир тваринницької ферми радгоспу «Родина» Білокуракинського виробничого колгоспно-радгоспного управління                             |                           |
| Круковська Ганна Григорівна         | Львівська область         | Рудківський                     | 270          | Ланкова колгоспу «Прогрес» Городоцького виробничого колгоспно-радгоспного управління                                                      |                           |
| Кузьменко Микола Ілліч              | Львівська область         | Золочівський                    | 258          | Секретар Золочівського виробничого колгоспно-радгоспного партійного комітету КПУ                                                          |                           |
| Кулик Федір Володимирович           | Хмельницька область       | Новоушицький                    | 419          | Комбайнер колгоспу імені Горького Ярмолинецького виробничого колгоспно-радгоспного управління                                             |                           |
| Куликов Яків Павлович               | Луганська область         | Сєверодонецький                 | 240          | Заступник голови Українського раднаргоспу                                                                                                 |                           |
| Курченко Василь Єрофійович          | Полтавська область        | Глобинський                     | 314          | Голова колгоспу імені Мічуріна Глобинського виробничого колгоспно-радгоспного управління                                                  |                           |
| Кусенко Ольга Яківна                | Київська область          | Броварський                     | 183          | Артистка Київського державного академічного українського драматичного театру імені Івана Франка                                           |                           |
| Кутахов Павло Степанович            | Запорізька область        | Куйбишевський                   | 160          | Командувач 48-ї повітряної армії Одеського військового округу, генерал-майор авіації                                                      |                           |
| Кухаренко Лідія Іванівна            | Львівська область         | Сколівський                     | 271          | Голова правління Українського республіканського товариства для поширення політичних і наукових знань                                      |                           |
| Куцевол Василь Степанович           | Львівська область         | Львівський-Залізничний          | 252          | 1-й секретар Львівського промислового обкому КПУ                                                                                          |                           |
| Кучерук Анастасія Калениківна       | Хмельницька область       | Ізяславський                    | 415          | Бригадир колгоспу імені Леніна Ізяславського виробничого колгоспно-радгоспного управління                                                 |                           |
| Кучерян Домніка Василівна           | Чернівецька область       | Чернівецький-Ленінський         | 442          | Ткаля Чернівецької текстильної фабрики № 4                                                                                                |                           |
| Кушко Леонтій Семенович             | Одеська область           | Біляївський                     | 301          | Бригадир тракторної бригади колгоспу імені Дзержинського Біляївського виробничого колгоспно-радгоспного управління                        |                           |
| Ладані Ганна Михайлівна             | Закарпатська область      | Мукачівський                    | 141          | Ланкова колгоспу імені Леніна Мукачівського виробничого колгоспно-радгоспного управління                                                  |                           |
| Лайко Василь Іванович               | Вінницька область         | Могилів-Подільський             | 14           | Начальник Могилів-Подільського виробничого колгоспно-радгоспного управління                                                               |                           |
| Лалаянц Аркадій Макарович           | Дніпропетровська область  | Петропавлівський                | 70           | Заступник голови Держплану Ради Міністрів УРСР                                                                                            |                           |
| Латишева Клавдія Марківна           | Миколаївська область      | Миколаївський-Ленінський        | 278          | Електрозварниця Миколаївського механічного заводу                                                                                         |                           |
| Левченко Іван Федотович             | Хмельницька область       | Волочиський                     | 411          | Голова виконкому Хмельницької сільської обласної ради                                                                                     |                           |
| Левчик Валентина Миколаївна         | Черкаська область         | Золотоніський                   | 434          | Доярка колгоспу «Більшовик» Золотоніського виробничого колгоспно-радгоспного управління                                                   |                           |
| Левчук Тимофій Васильович           | Тернопільська область     | Монастириський                  | 368          | Голова правління Спілки працівників кінематографії України                                                                                |                           |
| Лесняк Михайло Михайлович           | Кіровоградська область    | Олександрійський                | 208          | 2-й секретар Кіровоградського сільського обкому КПУ                                                                                       |                           |
| Лесько Василь Прокопович            | Ровенська область         | Здолбунівський                  | 334          | Машиніст обертової печі Здолбунівського цементно-шиферного комбінату                                                                      |                           |
| Лисаков Іван Тимофійович            | Миколаївська область      | Миколаївський-Центральний       | 279          | Машиніст паровозного депо станції Миколаїв                                                                                                |                           |
| Лисенко Василь Васильович           | Тернопільська область     | Збаразький                      | 363          | Голова виконкому Тернопільської обласної ради                                                                                             |                           |
| Лисенко Іван Петрович               | Київська область          | Макарівський                    | 188          | Голова виконкому Київської сільської обласної ради                                                                                        |                           |
| Литвиненко Павло Денисович          | Луганська область         | Первомайський                   | 236          | Бригадир вибійників шахти № 1 — 2 «Гірська» тресту «Первомайськвугілля»                                                                   |                           |
| Лопатинська Лідія Миколаївна        | Одеська область           | Ананьївський                    | 298          | Доярка колгоспу «Україна» Ананьївського виробничого колгоспно-радгоспного управління                                                      |                           |
| Лоскутова Раїса Михайлівна          | Херсонська область        | Херсонський перший              | 399          | Прядильниця Херсонського бавовняного комбінату                                                                                            |                           |
| Лубенець Григорій Кузьмович         | Полтавська область        | Пирятинський                    | 324          | Міністр будівництва УРСР |                           |
| Луговський Олексій Іванович         | Луганська область         | Комунарський                    | 231          | Сталевар мартенівського цеху Комунарського металургійного заводу                                                                          |                           |
| Лукашин Петро Тимофійович           | Львівська область         | Турківський                     | 274          | Член Військової Ради – начальник Політуправління Прикарпатського військового округу, генерал-полковник                                    |                           |
| Луценко Степан Васильович           | Харківська область        | Вовчанський                     | 388          | 2-й секретар Харківського сільського обкому КПУ                                                                                           |                           |
| Лучак Павло Пилипович               | Вінницька область         | Жмеринський                     | 19           | Машиніст паровозного депо станції Жмеринка                                                                                                |                           |
| Лучканина Ганна Михайлівна          | Львівська область         | Пустомитівський                 | 269          | Доярка Підберезецького відділку радгоспу «Винниківський» Пустомитівського виробничого колгоспно-радгоспного управління                    |                           |
| Лушпа Михайло Панасович             | Сумська область           | Тростянецький                   | 356          | Голова виконкому Сумської промислової обласної ради                                                                                       |                           |
| Мазко Наталія Іванівна              | Чернігівська область      | Ріпкинський                     | 464          | Свинарка колгоспу імені Кірова Ріпкинського виробничого колгоспно-радгоспного управління                                                  |                           |
| Мазур Степан Іванович               | Тернопільська область     | Підволочиський                  | 369          | Комбайнер колгоспу «Радянська Україна» Підволочиського виробничого колгоспно-радгоспного управління                                       |                           |
| Макушенко Микола Олександрович      | Херсонська область        | Великолепетиський               | 404          | Голова виконкому Херсонської сільської обласної ради                                                                                      |                           |
| Малишко Андрій Самійлович           | Одеська область           | Одеський-Університетський       | 294          | Письменник |                           |
| Малютова Ніна Омелянівна            | Дніпропетровська область  | Амур-Нижньодніпровський         | 46           | Маляр тресту «Дніпроважбуд» |                           |
| Мартюк Євдокія Степанівна           | Кримська область          | Сімферопольський-Центральний    | 213          | Бригадир Сімферопольської трикотажної фабрики                                                                                             |                           |
| Марченко Марія Василівна            | Донецька область          | Великоновосілківський           | 105          | Агроном колгоспу імені ХХІІ з'їзду КПРС Великоновосілківського виробничого колгоспно-радгоспного управління                               |                           |
| Масловський Михайло Овер'янович     | Тернопільська область     | Бучацький                       | 360          | Начальник Бучацького виробничого колгоспно-радгоспного управління                                                                         |                           |
| Махота Петро Семенович              | Дніпропетровська область  | Петровський                     | 52           | Сталевар мартенівського цеху Дніпропетровського металургійного заводу імені Петровського                                                  |                           |
| Мацидонський Федір Гнатович         | Чернівецька область       | Кельменецький                   | 446          | Голова виконкому Чернівецької обласної ради                                                                                               |                           |
| Мельник Галина Петрівна             | Тернопільська область     | Бережанський                    | 358          | Директор Урманської восьмирічної школи Бережанського району                                                                               |                           |
| Мельниченко Ганна Федорівна         | Чернігівська область      | Чернігівський міський           | 451          | Бригадир бригади штукатурів Чернігівського будівельно-монтажного управління № 45 будівельного тресту № 4                                  |                           |
| Мехеда Михайло Ілліч                | Хмельницька область       | Дунаївецький                    | 414          | секретар Хмельницького сільського обкому КПУ з питань ідеології                                                                           |                           |
| Михайлов Микола Миколайович         | Черкаська область         | Ватутінський                    | 429          | Начальник Головного управління будівництва по Київському економічному району                                                              |                           |
| Михальчишина Олена Феодосіївна      | Хмельницька область       | Летичівський                    | 418          | Ланкова колгоспу імені Куйбишева Летичівського виробничого колгоспно-радгоспного управління                                               |                           |
| Мінаєва Олена Володимирівна         | Кримська область          | Білогірський                    | 219          | Ланкова колгоспу «Україна» Білогірського виробничого колгоспно-радгоспного управління                                                     |                           |
| Могильченко Григорій Сергійович     | Харківська область        | Лозівський                      | 394          | Голова колгоспу імені Орджонікідзе Лозівського виробничого колгоспно-радгоспного управління                                               |                           |
| Мозговий Іван Олексійович           | Закарпатська область      | Рахівський                      | 146          | 2-й секретар Закарпатського обкому КПУ |                           |
| Мойсеєв Микола Андрійович           | Кримська область          | Ленінський                      | 223          | Голова виконкому Кримської сільської обласної ради                                                                                        |                           |
| Мокроус Федір Якович                | Запорізька область        | Василівський                    | 159          | 1-й секретар Запорізького сільського обкому КПУ                                                                                           |                           |
| Молчанов Михайло Григорович         | Житомирська область       | Коростенський                   | 124          | Машиніст паровозного депо станції Коростень                                                                                               | 15 грудня 1964 помер      |
| Мороз Ніна Олександрівна            | Донецька область          | Слов'янський міський            | 101          | Пресувальниця Слов'янського кераміко-ізоляторного комбінату                                                                               |                           |
| Морозюк Матвій Семенович            | Волинська область         | Ківерцівський                   | 41           | Голова колгоспу імені Горького Ківерцівського виробничого колгоспно-радгоспного управління                                                |                           |
| Мужицький Олександр Михайлович      | Полтавська область        | Кобеляцький                     | 318          | 1-й секретар Полтавського сільського обкому КПУ                                                                                           |                           |
| Мушинський Антон Олександрович      | Вінницька область         | Вороновицький                   | 17           | Слюсар Степанівського цукрового заводу Немирівського району                                                                               |                           |
| Назаренко Іван Дмитрович            | Полтавська область        | Миргородський                   | 322          | Директор Інституту історії партії ЦК КПУ                                                                                                  |                           |
| Наконечний Михайло Олексійович      | Львівська область         | Миколаївський                   | 265          | Машиніст екскаватора Роздольського гірничо-хімічного комбінату                                                                            |                           |
| Наливайко Олена Олександрівна       | Київ                      | Першотравневий                  | 8            | Розмітниця механоскладального цеху Київського машинобудівного заводу «Більшовик»                                                          |                           |
| Небога Марія Андріївна              | Одеська область           | Татарбунарський                 | 308          | Трактористка колгоспу «Родина» Татарбунарського виробничого колгоспно-радгоспного управління                                              |                           |
| Недайборщ Петро Йосипович           | Полтавська область        | Полтавський-Октябрський         | 311          | Бригадир штукатурів Полтавського спецуправління тресту «Полтавжитлобуд»                                                                   |                           |
| Неліна Тетяна Гаврилівна            | Сумська область           | Роменський                      | 343          | Лікар Роменської районної лікарні |                           |
| Нестеренко Ганна Дмитрівна          | Ровенська область         | Дубнівський                     | 331          | Директор Вербської середньої школи-інтернату Дубнівського району                                                                          |                           |
| Никонов Микола Костянтинович        | Кримська область          | Керченський                     | 215          | Старший агломератник Комишбурунського залізорудного комбінату                                                                             |                           |
| Нікітенкова Ганна Софонівна         | Запорізька область        | Червоноармійський               | 165          | Доярка колгоспу імені Дзержинського Червоноармійського виробничого колгоспно-радгоспного управління                                       |                           |
| Обатуров Геннадій Іванович          | Дніпропетровська область  | Солонянський                    | 73           | Командувач 6-ї гвардійської танкової армії Київського військового округу, генерал-майор танкових військ                                   |                           |
| Одринська Олександра Петрівна       | Донецька область          | Костянтинівський                | 95           | Бригадир бригади цеху № 4 заводу «Автоскло» міста Костянтинівки                                                                           |                           |
| Омельченко Іван Якимович            | Донецька область          | Ленінський                      | 80           | Зубофрезерувальник Донецького машинобудівного заводу імені 15-річчя ЛКСМУ                                                                 |                           |
| Онищенко Григорій Потапович         | Ровенська область         | Ровенський міський              | 328          | Заступник голови Українського раднаргоспу                                                                                                 |                           |
| Онищенко Ірина Юліївна              | Закарпатська область      | Свалявський                     | 147          | Шліфувальниця Свалявського промкомбінату                                                                                                  |                           |
| Оніпко Максим Данилович             | Полтавська область        | Лубенський                      | 321          | Голова виконкому Полтавської промислової обласної ради                                                                                    |                           |
| Орос Василь Олексійович             | Закарпатська область      | Хустський                       | 149          | Завідувач відділення Данилівського садорадгоспу Хустського виробничого колгоспно-радгоспного управління                                   |                           |
| Осаулко Василь Іванович             | Донецька область          | Єнакіївський                    | 91           | Сталевар Єнакіївського металургійного заводу                                                                                              |                           |
| Остапенко Віктор Васильович         | Донецька область          | Краматорський                   | 96           | Бригадир токарів-розточувальників Новокраматорського машинобудівного заводу                                                               |                           |
| Остап'як Роман Остапович            | Львівська область         | Львівський-Центральний          | 254          | Слюсар-інструментальник Львівського автобусного заводу                                                                                    |                           |
| Паламарчук Іван Костянтинович       | Хмельницька область       | Полонський                      | 420          | Токар Понінківського целюльозно-паперового комбінату                                                                                      |                           |
| Паламарчук Лука Хомич               | Сумська область           | Талалаївський                   | 355          | Міністр закордонних справ УРСР |                           |
| Панасенко Ольга Кіндратівна         | Харківська область        | Барвінківський                  | 385          | Птахівниця радгоспу імені Куйбишева Ізюмського виробничого колгоспно-радгоспного управління                                               |                           |
| Паненко Василь Олександрович        | Сумська область           | Сумський міський                | 340          | Старший апаратник Сумського суперфосфатного заводу                                                                                        |                           |
| Папук Ганна Сергіївна               | Дніпропетровська область  | Синельниківський                | 72           | Завідувач Любимівської сільської лікарської дільниці Синельниківського району                                                             |                           |
| Пасічник Раїса Василівна            | Вінницька область         | Томашпільський                  | 30           | Ланкова колгоспу імені ХХ з'їзду КПРС Крижопільського виробничого колгоспно-радгоспного управління                                        |                           |
| Патон Борис Євгенович               | Донецька область          | Калінінський                    | 77           | Президент Академії наук УРСР |                           |
| Пахомов Ілля Володимирович          | Харківська область        | Харківський-Орджонікідзевський  | 380          | Директор Харківського заводу «Електроважмаш» імені Леніна                                                                                 |                           |
| Пашко Яків Юхимович                 | Чернігівська область      | Михайло-Коцюбинський            | 462          | Головний редактор журналу «Комуніст України»                                                                                              |                           |
| Пашков Валентин Іванович            | Кримська область          | Севастопольський-Нахімовський   | 211          | 1-й секретар Севастопольського міськкому КПУ                                                                                              |                           |
| Пащенко Тетяна Павлівна             | Київська область          | Яготинський                     | 196          | Бригадир птахоферми радгоспу «Яготинський» Яготинського виробничого колгоспно-радгоспного управління                                      |                           |
| Педанюк Іван Маркович               | Кіровоградська область    | Новоархангельський              | 205          | Завідувач ідеологічного відділу ЦК КПУ по сільському господарству                                                                         | 30 жовтня 1965 помер      |
| Перерва Антоніна Іванівна           | Дніпропетровська область  | Нікопольський                   | 63           | Вальцівниця стану холодного прокату цеху № 2 Нікопольського південнотрубного заводу                                                       |                           |
| Переяславський Сергій Іванович      | Дніпропетровська область  | Новомосковський                 | 64           | Голова колгоспу «Родина» Новомосковського виробничого колгоспно-радгоспного управління                                                    |                           |
| Перчин Микола Васильович            | Дніпропетровська область  | Криворізький                    | 59           | Голова виконкому Криворізької міської ради                                                                                                |                           |
| Пинько Наталія Панасівна            | Донецька область          | Володарський                    | 107          | Зоотехнік колгоспу імені ХХІІ з'їзду КПРС Володарського виробничого колгоспно-радгоспного управління                                      |                           |
| Підгорний Микола Вікторович         | Київ                      | Ленінський                      | 6            | 1-й секретар ЦК КПУ |                           |
| Підгородецький Мусій Веремійович    | Хмельницька область       | Кам'янець-Подільський           | 416          | Голова колгоспу «Комуніст» Кам'янець-Подільського виробничого колгоспно-радгоспного управління                                            |                           |
| Піснячевський Дмитро Петрович       | Харківська область        | Сахновщинський                  | 397          | Голова виконкому Харківської сільської обласної ради                                                                                      |                           |
| Плотнікова Лариса Олександрівна     | Луганська область         | Луганський-Артемівський         | 224          | Інженер-технолог Луганського заводу імені Пархоменка                                                                                      |                           |
| Плющ Ганна Василівна                | Чернігівська область      | Прилуцький                      | 453          | Ланкова колгоспу імені Чапаєва Прилуцького виробничого колгоспно-радгоспного управління                                                   |                           |
| Плющенко Володимир Васильович       | Кіровоградська область    | Кіровоградський                 | 203          | 1-й секретар Кіровоградського промислового обкому КПУ                                                                                     |                           |
| Побєгайло Костянтин Михайлович      | Луганська область         | Олександрівський                | 247          | Міністр енергетики і електрифікації УРСР                                                                                                  |                           |
| Погорєльцев Олександр Якович        | Харківська область        | Харківський-Жовтневий           | 374          | Слюсар Харківського заводу «Світло шахтаря»                                                                                               |                           |
| Погребняк Яків Петрович             | Полтавська область        | Кременчуцький міський           | 312          | 1-й секретар Полтавського промислового обкому КПУ                                                                                         |                           |
| Полішко Ілля Панкратович            | Одеська область           | Тарутинський                    | 307          | Свинар радгоспу «Красный» Тарутинського виробничого колгоспно-радгоспного управління                                                      |                           |
| Пономаренко Микола Федорович        | Луганська область         | Антрацитівський міський         | 227          | Начальник комбінату «Донбасантрацит» |                           |
| Пономарьов Петро Олексійович        | Донецька область          | Макіївський-Совєтський          | 98           | 1-й секретар Макіївського міськкому КПУ                                                                                                   |                           |
| Попльовкін Трохим Трохимович        | Донецька область          | Волноваський                    | 106          | 1-й секретар Донецького сільського обкому КПУ                                                                                             |                           |
| Попович Павло Романович             | Київська область          | Узинський                       | 194          | Льотчик-космонавт СРСР |                           |
| Потапов Олександр Якович            | Донецька область          | Дзержинський                    | 108          | Начальник комбінату «Артемвугілля» Донецького раднаргоспу                                                                                 |                           |
| Потетня Наталія Павлівна            | Сумська область           | Білопільський                   | 345          | Стернярка Білопільського машинобудівного заводу                                                                                           |                           |
| Походін Віктор Пилипович            | Донецька область          | Слов'янський                    | 117          | Голова виконкому Донецької сільської обласної ради                                                                                        |                           |
| Поштаренко Марія Феодосіївна        | Черкаська область         | Звенигородський                 | 433          | Завідувач навчальної частини Озірнянської восьмирічної школи Звенигородського району                                                      |                           |
| Прибильський Іван Степанович        | Одеська область           | Одеський-Залізничний            | 289          | Голова Чорноморського раднаргоспу |                           |
| Провалов Костянтин Іванович         | Особливий округ           |                                 | 469          | Командувач Південної групи військ, генерал-полковник                                                                                      |                           |
| Проценко Олександра Іванівна        | Чернігівська область      | Ічнянський                      | 457          | Доярка колгоспу імені Калініна Ічнянського виробничого колгоспно-радгоспного управління                                                   |                           |
| Прутков Степан Дмитрович            | Хмельницька область       | Красилівський                   | 417          | Командувач 57-ї повітряної армії Прикарпатського військового округу, генерал-лейтенант авіації                                            |                           |
| Пуденко Григорій Іванович           | Полтавська область        | Хорольський                     | 327          | Секретар Хорольського виробничого колгоспно-радгоспного партійного комітету КПУ                                                           |                           |
| Пучковська Надія Олександрівна      | Одеська область           | Одеський-Приморський            | 293          | Директор Одеського Українського науково-дослідного експериментального інституту очних хвороб і тканинної терапії імені академіка Філатова |                           |
| Радзієвський Іван Іванович          | Київ                      | Подільський                     | 10           | Фрезерувальник Київського заводу «Ленінська кузня»                                                                                        |                           |
| Рейтаровська Ганна Порфирівна       | Запорізька область        | Мелітопольський                 | 161          | Свинарка колгоспу імені Ватутіна Мелітопольського виробничого колгоспно-радгоспного управління                                            |                           |
| Рекало Галина Федорівна             | Хмельницька область       | Хмельницький                    | 408          | Швачка Хмельницької швейної фабрики |                           |
| Ремесло Василь Миколайович          | Київська область          | Ржищівський                     | 190          | Заступник директора з наукової частини Миронівської селекційної дослідної станції                                                         |                           |
| Решетников Василь Васильович        | Чернівецька область       | Глибоцький                      | 445          | Командир 2-го окремого важкого бомбардувального авіаційного корпусу, генерал-майор авіації                                                |                           |
| Рибак Юрій Петрович                 | Житомирська область       | Житомирський міський            | 122          | Верстатник Житомирського меблевого комбінату                                                                                              |                           |
| Риндін Тимофій Родіонович           | Київська область          | Кагарлицький                    | 187          | Начальник Кагарлицького виробничого колгоспно-радгоспного управління                                                                      |                           |
| Ричко Василь Власович               | Черкаська область         | Черкаський                      | 426          | 1-й секретар Черкаського промислового обкому КПУ                                                                                          |                           |
| Ріпа Анастасія Степанівна           | Сумська область           | Недригайлівський                | 351          | Ланкова колгоспу «Комінтерн» Роменського виробничого колгоспно-радгоспного управління                                                     |                           |
| Рогач Ніна Трохимівна               | Полтавська область        | Карлівський                     | 317          | Фрезерувальниця Карлівського механічного заводу                                                                                           |                           |
| Родимцев Олександр Ілліч            | Чернігівська область      | Семенівський                    | 465          | Командувач 1-ї Окремої армії Київського військового округу, генерал-полковник                                                             |                           |
| Розенко Петро Якимович              | Луганська область         | Лисичанський міський            | 235          | Голова Держплану Ради Міністрів УРСР |                           |
| Романюк Олександр Іванович          | Херсонська область        | Скадовський                     | 407          | Комбайнер колгоспу «Нове життя» Скадовського виробничого колгоспно-радгоспного управління                                                 |                           |
| Руденко Лариса Архипівна            | Київ                      | Радянський                      | 11           | Солістка Київського академічного театру опери та балету імені Шевченка                                                                    |                           |
| Руденко Яків Кузьмич                | Миколаївська область      | Снігурівський                   | 287          | Завідувач відділу оборонної промисловості ЦК КПУ                                                                                          |                           |
| Русаков Олексій Олексійович         | Чернігівська область      | Бахмацький                      | 454          | Машиніст паровозного депо станції Бахмач                                                                                                  |                           |
| Русин Василь Павлович               | Закарпатська область      | Міжгірський                     | 144          | Прокурор Закарпатської області |                           |
| Рябуха Ніна Єгорівна                | Харківська область        | Валківський                     | 387          | Свинарка колгоспу імені ХХІ з'їзду КПРС Валківського виробничого колгоспно-радгоспного управління                                         |                           |
| Сабан Ольга Іванівна                | Львівська область         | Яворівський                     | 276          | Ланкова колгоспу «17 вересня» Яворівського виробничого колгоспно-радгоспного управління                                                   |                           |
| Савченко Марія Харитонівна          | Сумська область           | Лебединський                    | 350          | Завідувач тваринницької ферми колгоспу імені Леніна Лебединського виробничого колгоспно-радгоспного управління                            |                           |
| Савчук Антоніна Сидорівна           | Житомирська область       | Чуднівський                     | 139          | Ланкова колгоспу імені Кірова Бердичівського виробничого колгоспно-радгоспного управління                                                 |                           |
| Саєнко Дмитро Іванович              | Харківська область        | Балаклійський                   | 384          | Буровий майстер Шебелинської контори буріння                                                                                              |                           |
| Сазонов Митрофан Омелянович         | Кіровоградська область    | Долинський                      | 202          | Машиніст паровозного депо станції Долинська                                                                                               |                           |
| Сай Микола Петрович                 | Закарпатська область      | Перечинський                    | 145          | Голова правління Укоопспілки | 5 лютого 1964 помер       |
| Самойленко Ольга Гордіївна          | Черкаська область         | Уманський міський               | 428          | Швачка Уманської швейної фабрики |                           |
| Самородова Марія Аврамівна          | Запорізька область        | Запорізький-Шевченківський      | 154          | Слюсар Запорізького машинобудівного заводу                                                                                                |                           |
| Сахновський Георгій Леонідович      | Одеська область           | Котовський                      | 304          | Міністр торгівлі УРСР |                           |
| Сачук Раїса Павлівна                | Волинська область         | Володимир-Волинський            | 38           | Телятниця колгоспу «Комсомолець» Володимир-Волинського виробничого колгоспно-радгоспного управління                                       |                           |
| Сащин Іван Антонович                | Івано-Франківська область | Долинський                      | 171          | Начальник Людвиківського лісопункту Вигодського лісокомбінату Калуського району                                                           |                           |
| Северинов Кузьма Антипович          | Донецька область          | Красноармійський міський        | 111          | Бригадир наскрізної комплексної бригади шахти № 5 — 6 імені Димитрова тресту «Красноармійськвугілля»                                      |                           |
| Седченко Варвара Назарівна          | Дніпропетровська область  | Жовтоводський                   | 56           | Машиніст підйомної установки шахти «Вільхівська»                                                                                          |                           |
| Семинський Віталій Купріянович      | Київ                      | Жовтневий                       | 4            | Токар Київського заводу «Червоний екскаватор»                                                                                             |                           |
| Сенін Іван Семенович                | Луганська область         | Свердловський                   | 239          | 1-й заступник голови Ради Міністрів УРСР                                                                                                  |                           |
| Ситник Катерина Миколаївна          | Миколаївська область      | Новобузький                     | 286          | Ланкова колгоспу імені Москаленка Новобузького виробничого колгоспно-радгоспного управління                                               |                           |
| Сінченко Георгій Захарович          | Хмельницька область       | Білогірський                    | 410          | Міністр зв'язку УРСР |                           |
| Сіромашенко Сергій Сергійович       | Дніпропетровська область  | Марганецький                    | 62           | Бригадир вибійників шахти № 22 рудоуправління імені 40-річчя Жовтня                                                                       |                           |
| Скаба Андрій Данилович              | Житомирська область       | Бердичівський                   | 123          | Секретар ЦК КПУ |                           |
| Скляров Павло Іванович              | Запорізька область        | Бердянський міськии             | 155          | Голова виконкому Запорізької промислової обласної ради                                                                                    |                           |
| Сливінський Андрій Іванович         | Дніпропетровська область  | Центрально-Міський              | 60           | Начальник Головного управління будівництва по Придніпровському економічному району («Головпридніпровбуду»)                                |                           |
| Слободченко Василь Опанасович       | Запорізька область        | Оріхівський                     | 163          | Секретар Запорізького сільського обкому КПУ                                                                                               |                           |
| Слободянюк Дмитро Онуфрійович       | Вінницька область         | Шаргородський                   | 33           | Голова виконкому Вінницької промислової обласної ради                                                                                     |                           |
| Слободянюк Маркіян Сергійович       | Вінницька область         | Піщанський                      | 27           | Голова виконкому Вінницької сільської обласної ради                                                                                       |                           |
| Слухинська Марія Дмитрівна          | Чернівецька область       | Новоселицький                   | 448          | Ланкова колгоспу «Перемога» Новоселицького виробничого колгоспно-радгоспного управління                                                   |                           |
| Смичок Володимир Григорович         | Київ                      | Московський                     | 7            | Фрезерувальник Київського заводу «Ширвжиток»                                                                                              |                           |
| Сокол Анатолій Якович               | Донецька область          | Кіровський                      | 78           | Машиніст вугільного комбайна шахти імені Абакумова тресту «Рутченківвугілля»                                                              |                           |
| Соколенко Семен Федорович           | Луганська область         | Станично-Луганський             | 249          | Комбайнер радгоспу «Індустрія» Станично-Луганського виробничого колгоспно-радгоспного управління                                          |                           |
| Сокуренко Григорій Михайлович       | Дніпропетровська область  | Ленінський                      | 50           | 1-й секретар Ленінського райкому КПУ міста Дніпропетровська                                                                               |                           |
| Соловей Федір Федорович             | Дніпропетровська область  | Софіївський                     | 74           | Начальник Софіївського виробничого колгоспно-радгоспного управління                                                                       |                           |
| Соловйов Яків Іванович              | Луганська область         | Вахрушевський                   | 243          | Бригадир прохідницької бригади Яновського гідрорудника тресту «Краснолучвугілля»                                                          |                           |
| Срібна Ніна Іванівна                | Полтавська область        | Решетилівський                  | 326          | Доярка колгоспу імені Жданова Решетилівського виробничого колгоспно-радгоспного управління                                                |                           |
| Стеблюк Іван Іванович               | Кримська область          | Сімферопольський-Залізничний    | 212          | Машиніст локомотивного депо станції Сімферополь                                                                                           |                           |
| Степаненко Ігор Дмитрович           | Вінницька область         | Калинівський                    | 20           | Голова Подільського раднаргоспу |                           |
| Степаненко Любов Тимофіївна         | Харківська область        | Харківський-Ленінський          | 378          | Швачка Харківської швейної фабрики імені Тинякова                                                                                         |                           |
| Степанкевич Муза Миколаївна         | Вінницька область         | Барський                        | 15           | Бродильниця Барського спиртового заводу                                                                                                   |                           |
| Степанчук Петро Олексійович         | Київ                      | Дарницький                      | 1            | Бригадир комплексної бригади будівельного управління № 22 тресту «Київміськбуд» № 5                                                       |                           |
| Стеценко Степан Омелянович          | Черкаська область         | Уманський                       | 438          | Голова виконкому Черкаської сільської обласної ради                                                                                       |                           |
| Стигнєєва Людмила Іванівна          | Івано-Франківська область | Коломийський                    | 167          | Головний лікар Коломийської інфекційної лікарні                                                                                           |                           |
| Стоян Надія Опанасівна              | Миколаївська область      | Баштанський                     | 281          | Трактористка колгоспу імені Леніна Баштанського виробничого колгоспно-радгоспного управління                                              |                           |
| Сугак Оксана Іванівна               | Кіровоградська область    | Маловисківський                 | 204          | Трактористка колгоспу «Росія» Маловисківського виробничого колгоспно-радгоспного управління                                               |                           |
| Сулима Іван Панасович               | Харківська область        | Красноградський                 | 392          | Комбайнер колгоспу імені ХХІ партз'їзду Красноградського виробничого колгоспно-радгоспного управління                                     |                           |
| Сурвачова Ольга Дмитрівна           | Волинська область         | Ратнівський                     | 44           | Голова Волинської обласної ради професійних спілок                                                                                        |                           |
| Суркін Микола Прокопович            | Кримська область          | Ялтинський                      | 217          | 1-й секретар Кримського промислового обкому КПУ                                                                                           |                           |
| Терентьєв Валентин Олександрович    | Донецька область          | Ждановський-Жовтневий           | 92           | Міністр монтажних і спеціальних будівельних робіт УРСР                                                                                    | 15 січня 1965 помер       |
| Терехов Костянтин Павлович          | Житомирська область       | Новоград-Волинський             | 125          | 1-й секретар Житомирського промислового обкому КПУ                                                                                        |                           |
| Тертишник Софія Михайлівна          | Київська область          | Бориспільський                  | 181          | Свинарка колгоспу «Червоний Жовтень» Бориспільського виробничого колгоспно-радгоспного управління                                         |                           |
| Тимчук Марія Іванівна               | Тернопільська область     | Заліщицький                     | 362          | Ланкова колгоспу імені Калініна Борщівського виробничого колгоспно-радгоспного управління                                                 |                           |
| Титаренко Олексій Антонович         | Запорізька область        | Запорізький-Жовтневий           | 150          | 1-й секретар Запорізького промислового обкому КПУ                                                                                         |                           |
| Тиха Ганна Семенівна                | Тернопільська область     | Копичинський                    | 365          | Телятниця колгоспу «Перше травня» Чортківського виробничого колгоспно-радгоспного управління                                              |                           |
| Тичина Павло Григорович             | Черкаська область         | Канівський                      | 435          | Академік АН УРСР, поет |                           |
| Тишковець Килина Олексіївна         | Ровенська область         | Дубровицький                    | 332          | Ланкова колгоспу «Дружба» Дубровицького виробничого колгоспно-радгоспного управління                                                      |                           |
| Тищенко Оксана Іванівна             | Миколаївська область      | Вознесенський                   | 283          | Доярка колгоспу «Прогрес» Вознесенського виробничого колгоспно-радгоспного управління                                                     |                           |
| Ткаченко Пантелій Михайлович        | Луганська область         | Антрацитівський                 | 241          | Голова колгоспу «Шлях до комунізму» Антрацитівського виробничого колгоспно-радгоспного управління                                         |                           |
| Торик Микола Антонович              | Кримська область          | Феодосійський                   | 216          | Член Військової Ради – начальник Політуправління Чорноморського флоту, віце-адмірал                                                       |                           |
| Треус Тетяна Андріївна              | Полтавська область        | Лохвицький                      | 320          | Ланкова колгоспу імені Чкалова Лохвицького виробничого колгоспно-радгоспного управління                                                   |                           |
| Тронько Петро Тимофійович           | Волинська область         | Рожищенський                    | 45           | Заступник голови Ради Міністрів УРСР |                           |
| Трусов Костянтин Ананійович         | Харківська область        | Люботинський                    | 395          | Голова виконкому Харківської промислової обласної ради                                                                                    |                           |
| Труш Іван Трохимович                | Донецька область          | Краснолиманський                | 113          | Машиніст локомотивного депо станції Красний Лиман                                                                                         |                           |
| Тулуковська Оксана Яківна           | Вінницька область         | Ямпільський                     | 34           | Ланкова колгоспу «Шляхом Леніна» Могилів-Подільського виробничого колгоспно-радгоспного управління                                        |                           |
| Турбай Григорій Автономович         | Кіровоградська область    | Бобринецький                    | 200          | Голова виконкому Кіровоградської сільської обласної ради                                                                                  |                           |
| Уханьова Марія Василівна            | Донецька область          | Амвросіївський                  | 103          | Доярка радгоспу «Амвросіївський» Амвросіївського виробничого колгоспно-радгоспного управління                                             |                           |
| Ухов Володимир Дмитрович            | Івано-Франківська область | Рожнятівський                   | 178          | Командувач 38-ї армії Прикарпатського військового округу, генерал-лейтенант танкових військ                                               | 25 травня 1965 помер      |
| Федоренко Віктор Павлович           | Сумська область           | Конотопський                    | 341          | 1-й секретар Сумського промислового обкому КПУ                                                                                            |                           |
| Федоров Олексій Федорович           | Херсонська область        | Бериславський                   | 402          | Міністр соціального забезпечення УРСР |                           |
| Фірсов Борис Іванович               | Черкаська область         | Смілянський міський             | 427          | Токар Смілянського паровозоремонтного заводу імені Шевченка                                                                               |                           |
| Халапсін Володимир Миколайович      | Херсонська область        | Голопристанський                | 406          | 1-й секретар Херсонського промислового обкому КПУ                                                                                         |                           |
| Хандусь Ганна Дмитрівна             | Черкаська область         | Чигиринський                    | 440          | Ланкова колгоспу імені ВКП(б) Чигиринського виробничого колгоспно-радгоспного управління                                                  |                           |
| Хилько Надія Петрівна               | Житомирська область       | Овруцький                       | 134          | Пташниця колгоспу «Шлях Ілліча» Овруцького виробничого колгоспно-радгоспного управління                                                   |                           |
| Хильченко Олександра Петрівна       | Запорізька область        | Бердянський                     | 158          | Доярка племзаводу імені Кірова Приазовського виробничого колгоспно-радгоспного управління                                                 |                           |
| Хмара Зінаїда Андріївна             | Дніпропетровська область  | Магдалинівський                 | 69           | Телятниця колгоспу «Авангард» Царичанського виробничого колгоспно-радгоспного управління                                                  |                           |
| Хорунжий Михайло Васильович         | Одеська область           | Балтський                       | 299          | Голова виконкому Одеської сільської обласної ради                                                                                         |                           |
| Хромичева Стефанія Йосипівна        | Івано-Франківська область | Городенківський                 | 170          | Голова колгоспу імені Івана Франка Городенківського виробничого колгоспно-радгоспного управління                                          |                           |
| Худолій Марта Савівна               | Житомирська область       | Малинський                      | 132          | Ланкова колгоспу імені Калініна Малинського виробничого колгоспно-радгоспного управління                                                  | 25 березня 1964 померла   |
| Царик Григорій Якович               | Київ                      | Печерський                      | 9            | Токар Київського заводу «Арсенал» імені Леніна                                                                                            |                           |
| Чайковський Богдан Михайлович       | Тернопільська область     | Тернопільський                  | 357          | Слюсар Тернопільського машинобудівного заводу                                                                                             |                           |
| Чебриков Віктор Михайлович          | Дніпропетровська область  | Інгулецький                     | 88           | 2-й секретар Дніпропетровського промислового обкому КПУ                                                                                   |                           |
| Черватюк Ніна Володимирівна         | Хмельницька область       | Старокостянтинівський           | 422          | Завідувач ферми колгоспу імені Ілліча Старокостянтинівського виробничого колгоспно-радгоспного управління                                 |                           |
| Червонюк Євген Іванович             | Харківська область        | Мереф'янський                   | 396          | Артист Харківського державного театру опери та балету імені Лисенка                                                                       |                           |
| Чесноков Іван Васильович            | Луганська область         | Кадіївський                     | 229          | Бригадир комплексної бригади очисного вибою шахти № 3 — 3-біс тресту «Кадіїввугілля»                                                      | 29 травня 1964 загинув    |
| Четвертакова Лідія Антонівна        | Запорізька область        | Мелітопольський міський         | 156          | Майстер Мелітопольського агрегатного заводу                                                                                               |                           |
| Чигін Володимир Семенович           | Львівська область         | Кам'янсько-Бузький              | 264          | Машиніст льонопереробного агрегату колгоспу імені Карла Маркса Кам'янсько-Бузького виробничого колгоспно-радгоспного управління           |                           |
| Читанова Тетяна Павлівна            | Дніпропетровська область  | Красногвардійський              | 49           | Бригадир бригади електромонтажників Дніпропетровського машинобудівного заводу                                                             |                           |
| Чолавін Гаврило Іванович            | Львівська область         | Сокальський                     | 272          | Механізатор колгоспу «Україна» Сокальського виробничого колгоспно-радгоспного управління                                                  |                           |
| Чуркін Іван Кузьмич                 | Львівська область         | Червоноградський                | 275          | Бригадир бригади прохідників шахти № 6 «Великомостівська»                                                                                 |                           |
| Чурсін Серафим Євгенович            | Кримська область          | Севастопольський-Ленінський     | 210          | Командувач Чорноморського флоту, віце-адмірал                                                                                             |                           |
| Чухрай Марія Іванівна               | Львівська область         | Мостиський                      | 266          | Ланкова колгоспу «Червона зірка» Городоцького виробничого колгоспно-радгоспного управління                                                |                           |
| Шалімов Олександр Олексійович       | Харківська область        | Харківський-Вузівський          | 372          | Завідувач кафедри грудної хірургії Українського інституту удосконалення лікарів                                                           |                           |
| Шапран Павло Романович              | Житомирська область       | Народицький                     | 133          | 2-й секретар Житомирського сільського обкому КПУ                                                                                          |                           |
| Шаталова Євдокія Семенівна          | Одеська область           | Одеський-Іллічівський           | 290          | Прядильниця прядильного цеху Одеської джутової фабрики                                                                                    |                           |
| Швидка Текля Олександрівна          | Київська область          | Сквирський                      | 191          | Ланкова колгоспу імені Куйбишева Білоцерківського виробничого колгоспно-радгоспного управління                                            |                           |
| Шевель Георгій Георгійович          | Львівська область         | Самбірський                     | 259          | Завідувач ідеологічного відділу ЦК КПУ по промисловості                                                                                   |                           |
| Шевцов Олександр Григорович         | Вінницька область         | Гайсинський                     | 18           | Командувач 43-ї Вінницької Ракетної армії, генерал-лейтенант                                                                              |                           |
| Шевцов Юрій Миколайович             | Вінницька область         | Козятинський                    | 21           | 1-й секретар Вінницького промислового обкому КПУ                                                                                          |                           |
| Шевченко Олександра Федорівна       | Київська область          | Боярський                       | 182          | Доярка радгоспу «Бучанський» Києво-Святошинського виробничого колгоспно-радгоспного управління                                            |                           |
| Шевченко Тимофій Андрійович         | Дніпропетровська область  | Криничанський                   | 68           | Бригадир тракторної бригади колгоспу «Зоря комунізму» Криничанського виробничого колгоспно-радгоспного управління                         |                           |
| Шевчук Ганна Яківна                 | Ровенська область         | Корецький                       | 335          | Ланкова колгоспу «Світанок» Гощанського виробничого колгоспно-радгоспного управління                                                      |                           |
| Шелест Петро Юхимович               | Харківська область        | Харківський-Червонозаводський   | 381          | Секретар ЦК КПУ |                           |
| Шестерянська Агафія Петрівна        | Миколаївська область      | Миколаївський                   | 285          | Свинарка радгоспу «Друга п’ятирічка» Миколаївського виробничого колгоспно-радгоспного управління                                          |                           |
| Шимчук Микола Максимович            | Волинська область         | Нововолинський                  | 37           | Бригадир наскрізної вугледобувної бригади шахти № 5 «Нововолинська» тресту «Нововолинськвугілля»                                          |                           |
| Широков Олександр Зосимович         | Дніпропетровська область  | Жовтневий                       | 47           | Завідувач кафедри історичної геології і палеонтології Дніпропетровського гірничого інституту                                              |                           |
| Шиш Пантелеймон Іванович            | Львівська область         | Стрийський                      | 260          | Свинар колгоспу імені Леніна Стрийського виробничого колгоспно-радгоспного управління                                                     |                           |
| Шмигельський Василь Петрович        | Хмельницька область       | Шепетівський                    | 424          | Машиніст паровозного депо станції Шепетівка                                                                                               |                           |
| Шолойко Анастасія Карпівна          | Чернігівська область      | Козелецький                     | 458          | Ланкова колгоспу імені Жданова Козелецького виробничого колгоспно-радгоспного управління                                                  |                           |
| Шоханов Андрій Георгійович          | Хмельницька область       | Кам'янець-Подільський           | 409          | Голова виконкому Хмельницької промислової обласної ради                                                                                   |                           |
| Шпак Валентина Михайлівна           | Херсонська область        | Білозерський                    | 403          | Ланкова колгоспу «Батумський» Білозерського виробничого колгоспно-радгоспного управління                                                  |                           |
| Штих Олександр Петрович             | Донецька область          | Горлівський-Калінінський        | 85           | Апаратник Горлівського азотно-тукового заводу                                                                                             |                           |
| Шувера Оксана Савеліївна            | Хмельницька область       | Ярмолинецький                   | 425          | Ланкова колгоспу «Ленінська правда» Ярмолинецького виробничого колгоспно-радгоспного управління                                           |                           |
| Шульгін Микола Павлович             | Донецька область          | Центральний                     | 83           | 1-й секретар Донецького міськкому КПУ |                           |
| Шульженко Борис Сергійович          | Донецька область          | Харцизький                      | 119          | 1-й заступник голови КДБ при Раді Міністрів УРСР                                                                                          |                           |
| Шупик Платон Лукич                  | Львівська область         | Старосамбірський                | 273          | Міністр охорони здоров'я УРСР |                           |
| Щеголева Віра Григорівна            | Запорізька область        | Михайлівський                   | 162          | Ланкова колгоспу «Мир» Михайлівського виробничого колгоспно-радгоспного управління                                                        |                           |
| Щербань Олександр Назарович         | Донецька область          | Куйбишевський                   | 79           | Заступник голови Ради Міністрів УРСР, голова Державного комітету по координації науково-дослідних робіт УРСР                              |                           |
| Щербицький Володимир Васильович     | Дніпропетровська область  | Баглійський                     | 54           | Голова Ради Міністрів УРСР |                           |
| Щукін Микола Леонтійович            | Донецька область          | Іловайський                     | 110          | Машиніст-інструктор локомотивного депо станції Іловайськ                                                                                  |                           |
| Юпко Лев Дмитрович                  | Запорізька область        | Запорізький-Придніпровський     | 153          | Директор Запорізького заводу «Запоріжсталь»                                                                                               |                           |
| Яновицький Костянтин Феодосійович   | Хмельницька область       | Славутський                     | 421          | 1-й секретар Хмельницького промислового обкому КПУ                                                                                        |                           |
| Яремчук Григорій Филимонович        | Київська область          | Ірпінський                      | 186          | Голова виконкому Київської промислової обласної ради                                                                                      |                           |
| Ярощук Марія Петрівна               | Ровенська область         | Гощанський                      | 330          | Свинарка колгоспу імені Кірова Гощанського виробничого колгоспно-радгоспного управління                                                   |                           |
| Ярощук Юхим Арсентійович            | Волинська область         | Любомльський                    | 42           | Голова виконкому Волинської обласної ради                                                                                                 |                           |
| Ясинський Леонід Васильович         | Чернігівська область      | Новгород-Сіверський             | 463          | 1-й секретар Чернігівського промислового обкому КПУ                                                                                       |                           |
| Яцуба Іван Васильович               | Дніпропетровська область  | Кіровський                      | 48           | Голова виконкому Дніпропетровської промислової обласної ради                                                                              |                           |
| Власов Василь Іванович              | Київ                      | Дніпровський                    | 3            | Директор Київського механічного заводу | 12 січня 1964 дообраний   |
| Кодоненко Микита Пилипович          | Житомирська область       | Малинський                      | 132          | Бригадир комплексної бригади колгоспу «За комунізм» Малинського району                                                                    | 12 липня 1964 дообраний   |
| Колесник Феодосій Дмитрович         | Закарпатська область      | Перечинський                    | 145          | Голова правління Укоопспілки | 12 липня 1964 дообраний   |
| Яковенко Віктор Антонович           | Луганська область         | Кадіївський                     | 229          | Вибійник шахти імені ХХІІ з'їзду КПРС тресту «Кадіїввугілля»                                                                              | 23 серпня 1964 дообраний  |
| Сологуб Віталій Олексійович         | Донецька область          | Горлівський-Центральний         | 87           | 2-й секретар Донецького обкому КПУ | 7 лютого 1965 дообраний   |
| Карпов Володимир Федорович          | Донецька область          | Ждановський-Жовтневий           | 92           | Директор Ждановського заводу важкого машинобудування                                                                                      | 14 березня 1965 дообраний |
| Зелений Павло Петрович              | Житомирська область       | Коростенський                   | 124          | Машиніст локомотивного депо станції Коростень                                                                                             | 14 березня 1965 дообраний |
| Штиков Микола Григорович            | Івано-Франківська область | Рожнятівський                   | 178          | Командувач 38-ї армії Прикарпатського військового округу, генерал-майор                                                                   | 20 червня 1965 дообраний  |
| Гаркуша Микола Андрійович           | Тернопільська область     | Кременецький                    | 366          | Голова Державного виробничого комітету по зрошувальному землеробству і водному господарству УРСР                                          | 10 жовтня 1965 дообраний  |
| Кошевський Петро Сидорович          | Кіровоградська область    | Новоархангельський              | 205          | Голова виконкому Кіровоградської обласної ради                                                                                            | 13 жовтня 1966 дообраний  |
| Князь Михайло Петрович              | Львівська область         | Дрогобицький                    | 257          | Токар Дрогобицького долотного заводу | 13 жовтня 1966 дообраний  |